# بول ليفي
بول ليفي (بالفرنسية: Paul Pierre Lévy )‏ (و. 1886 – 1971 م) هو رياضياتي، ومهندس فرنسي، ولد في باريس، كان عضوًا في الأكاديمية الفرنسية للعلوم، توفي في باريس، عن عمر يناهز 85 عاماً.

## التعليم
تعلم في المدرسة المتعددة التكنولوجية، والمدرسة الوطنية العليا للمناجم في باريس.

## جوائز
حصل على جوائز منها:
- ميدالية إميل بيكار (1953)
- Poncelet Prize [الإنجليزية]‏ (1936)
- وسام جوقة الشرف من رتبة قائد
- جائزة المنافسة العامة [الإنجليزية]‏.